# TV Azteca
TV Azteca (nombre común Televisión Azteca, S.A.B. de C.V.)es un conglomerado mexicano de medios de comunicación. Es la segunda mayor generadora de contenidos en español en el mundo, propiedad de Grupo Salinas. La empresa surge en el proceso de privatización del Paquete de Medios del gobierno federal en el que se incluían 90 estaciones e instalaciones que formaban parte de la televisora paraestatal Imevisión, y cuya licitación fue ganada por Grupo Salinas. Actualmente, es uno de los dos mayores productores de contenido en español para televisión en el mundo.
Transmite 4 canales nacionales de televisión en México, Azteca Uno, Azteca 7, ADN 40 y A Más a través de más de 300 estaciones locales a lo largo del país. Las afiliadas incluyen a Azteca América, la cadena de televisión enfocada al mercado hispano de los Estados Unidos, y Azteca Internet, compañía de internet para hispanohablantes.

## Historia
El 14 de septiembre de 1990, el gobierno del presidente Carlos Salinas de Gortari anuncia los planes para desincorporar a la televisora paraestatal Imevisión para su posterior subasta al sector privado para su explotación comercial.Posteriormente, se publicó en el Díario Oficial de la Federación el 7 de diciembre de 1990, el acuerdo con la SCT para declarar susceptibles de explotación comercial, las estaciones de la Red Nacional 7 y los canales 2, 8 y 22 de Chihuahua, Monterrey y Distrito Federal, respectivamente. Se crean varias concesionarias descentralizadas en varias regiones con el fin de cambiar el estatus de varias estaciones que eran permisionarias de la extinta red TRM y permitir la venta de estaciones a empresas regionales.
Por otra parte, el gobierno federal decide conservar la propiedad de Corporación Mexicana de Radio y Televisión, concesionaria original de la Red Nacional 13 y operadora de las instalaciones de Imevisión con lo que la televisora estatal mantendría una cadena.
Tiempo después, el gobierno consideró la posibilidad de incluir lo que quedaba de Imevisión en la subasta al sector privado. El 8 de febrero de 1993 se publica en el Diario Oficial de la Federación la integración de la empresa paraestatal, Televisión Azteca, la cual reemplazaría a Imevisión y se le otorgó la concesión de las estaciones de la Red Nacional 13 para su explotación comercial, ya que también contaba con estaciones permisionadas. Al final, esta paraestatal se fundó para facilitar la entrada de esta red de televisión a la subasta del «paquete de medios».
La privatización de los que fueran canales del Estado se llevó a cabo después de un largo y complicado proceso de licitación pública, en donde participan cuatro sociedades empresariales y en el cual resulta elegido para efectuar la compra el grupo Radio Televisora del Centro, encabezado por el empresario Ricardo Salinas Pliego, propietario de la cadena de venta de artículos electrodomésticos Elektra.
El grupo adquiriente pagó alrededor de 650 millones de dólares por un «paquete de medios» que incluyó, las paraestatales que surgieron de Imevisión (con la excepción de Televisión Metropolitana, concesionaria de XEIMT), la cadena de salas cinematográficas Compañía Operadora de Teatros S.A. y los Estudios América, todos de propiedad estatal.
Fue así, que el 2 de agosto de 1993, tomando el nombre de la concesionaria de las estaciones de Canal 13 en ese momento, nace la televisora privada Televisión Azteca, con lo que vuelve la competencia en el sector en México después de más de 20 de la fusión que creó Televisa y la estatización del Canal 13.
TV Azteca ha crecido con la compra de empresas televisoras en América Latina, y alianzas con empresas internacionales del medio como Disney, entre otras.
Su mayor accionista es el empresario mexicano Ricardo Salinas Pliego, dueño de Grupo Salinas y de la familia Saba.
El lunes 7 de marzo de 2011, cambia de nombre a Azteca, para la simplificación de sus subdivisiones.
El 13 de febrero del 2012, empresas de televisión por cable afiliadas a PCTV como Cablecom, Megacable, Telecable Cablemás TeleSur Jalisco y Cablevisión Monterrey, suspendieron la transmisión de los canales de TV Azteca, argumentando que esta quería cobrar un costo por el uso de la señal de sus canales abiertos 7, 13 y 40, además de forzar la contratación de canales de paga como Azteca Novelas, AzMix y Azteca Noticias que no consideraron útiles; por lo que se vieron obligadas a retirarlos. Cabe mencionar que en los sistemas de paga SKY México, Cablevisión DF y Totalplay los canales de TV Azteca permanecieron al aire.
Desde los últimos días de octubre de 2012 los canales abiertos de TV Azteca volvieron progresivamente a varios sistemas de cable, siendo hasta el 26 de febrero del 2013 cuando la totalidad de las cableras regresan al aire la señal de la televisoras.
A partir del 31 de julio de 2015, el nombre de la empresa cambia y regresa el nombre de Azteca por TV Azteca.
En 2016 la compañía comienza una reestructuración a cargo del hijo de Ricardo Salinas Pliego, Benjamín Salinas Sada. Este movimiento estratégico y generacional supuso para la televisora un incremento en la participación de la audiencia en México y una renovación de contenidos orientados a las nuevas generaciones. En ese contexto, para 2017, TV Azteca a cargo de Benjamín Salinas Sada produjo y emitió con éxito nuevos clásicos de la televisora como la versión mexicana de la serie Rosario Tijeras, Master Chef y la serie que coprodujo con Disney y BTF, Hasta que te Conocí, serie biográfica del cantautor Juan Gabriel.
En abril de 2022, la televisora se asoció con la cadena estadounidense, Estrella TV, para la producción conjunta de nuevos contenidos, así como la transmisión de contenidos existentes, por un plazo de 2 años. Ese mismo año, concluyó la operación de la cadena Azteca América, la cual había sido vendida a HC2 Broadcasting en 2017, con quienes se tuvo un contrato de licencia de contenidos y marcas de TV Azteca.

## Logos
| Período | Características |
| ------- | --- |
| 1992    | En 1992, antes de que las estaciones que quedaban como parte de «Imevisión» entraran también en la licitación del paquete de medios, Javier García Rivera diseñó un logotipo que representaba un águila estilizada. |
| 1993    | Un año después, cuando Grupo Salinas resultó ganador del paquete de medios, se conservaron algunos elementos, entre estos el nombre de «Televisión Azteca», así como el icono de la empresa, pero no fue hasta finales de 1993 cuando se decidió modificarlo por primera vez.[cita requerida] |
| 1994    | Ante la búsqueda de crear una Imagen más fresca y joven e influenciados por una alianza comercial con la compañía estadounidense NBC, que presuponía la compra de 10% a 20% de la televisora por parte de la NBC, a mediados de 1994 se colorizó el logo del águila, tomando cinco de los seis colores del Logotipo de NBC que tuviera el canal 13, solo que en orden inverso: Verde, azul, morado, rojo y amarillo, con las palabras "Televisión Azteca" en tipografía Times New Roman en negro y sobre fondo blanco. |
| 1996    | En este año, se le hace su última modificación después de 2 años de darle color a su logotipo con la misma águila, las palabras "Televisión Azteca" se abrevian nuevamente a "TV Azteca" que es similar al logo de 1993 conservando aun así su tipografía y color. |
| 2011    | El lunes 7 de marzo de 2011 se cambió el logotipo y la marca de la compañía se renombró simplemente como «Azteca»; utilizando el eslogan «Somos más que televisión». Se estableció el color morado como color de fondo, se retiraron las siglas «TV», se modificó la tipografía y se redondearon las puntas del Logotipo del águila. |
| 2015    | A partir del 31 de julio de 2015, el mismo logotipo del águila del 2011 se vuelve a llamar "TV Azteca", conservando su color y tipografía. |

## Subdivisiones

### Azteca Señales
Azteca Señales es el área de negocio de TV Azteca que agrupa las unidades dedicadas al diseño, producción, programación, distribución y de contenidos de televisión. Es necesario aclarar que Azteca Señales es una subdivisión administrativa de TV Azteca, más que una empresa como tal.
- Azteca Uno
- Azteca 7
- ADN 40
- A Más
- TV Azteca Guatemala
- TV Azteca Honduras
- Romanza+ África (asociado)[16]

### TV Azteca Internacional TV de Paga
Es una unidad que crea, administra y controla los contenidos y canales que ofrece a diversas plataformas de televisión restringida, TV Azteca busca aprovechar el potencial que presenta América Latina.
- TV Azteca Clic!
- Azteca Internacional
- TV Azteca Corazón
- TV Azteca Cinema
- Azteca Deportes Network
- Azteca Uno -1 hora
- Azteca Uno -2 horas

### Azteca Teatro
Es una subdivisión de Azteca, dedicada al mundo del entretenimiento en vivo. Algunas de las puestas en escena que ha realizado Azteca Teatro son: Fresas en invierno, El otro Einstein, Te odio Vivaldi, El contrabajo, Cinco mujeres usando el mismo vestido y La Bella Durmiente.

### Azteca Music
En 1996 se formó Azteca Music, para producir, promover y distribuir discos de artistas populares de la televisora.
Algunos artistas y grupos promovidos fueron:
- Aranza
- Lisset
- Armando Manzanero
- Lidia Cavazos
- Aline Hernández
- Perfiles/Crush
- Uff
- Boom
- Latins
- Mares (cantante)
- La Red
- Luna Limón
- Mario Bezares

### Azteca Cine
Azteca Cine surgió en 2007, y se encarga de producir y distribuir películas mexicanas y extranjeras. El primer proyecto que realizó Azteca cine fue Campeones de la lucha libre (2008), una película animada de FWAK! Animation, producida por Bouncy Net Inc. y distribuida en su versión en español en México por Azteca Cine, esta película fue dirigida por Eddie Mort, uno de los creadores de la serie televisiva ¡Mucha lucha!.[cita requerida]
Otros proyectos de Azteca Cine han sido:
- Piratas en el Callao o Piratas en el pacífico (2005); filme animado por computadora producido por la compañía peruana Alpamayo Entertainment, distribuido en México por TV Azteca.
- Valentino y el clan del can (2006), estrenada en 2008.
- Dragones: destino de fuego (2007) Segundo filme animado por computadora producido por la compañía peruana Alpamayo Entertainment, con participación económica y distribución en México de TV Azteca.
- High School Musical: El Desafío (2008) Película de Walt Disney Pictures, distribuida y promocionada por Azteca.

### Centro de Estudios y Formación Actoral (CEFAT)
Creado con el fin de formar actores profesionales mediante una enseñanza especializada, el Centro de Formación Actoral cuenta con un programa académico intensivo, destinado al desarrollo de las facultades artísticas y al conocimiento del lenguaje y la técnica imprescindibles en la televisión. [cita requerida]

### Azteca Licencias
Azteca Licencias es una filial de Azteca que pide al consumidor elegir la licencia y el producto.

### Azteca Internet
Azteca Internet es una filial de Azteca que integra cuatro portales: www.tvazteca.com, aztecadeportes.com, aztecaespectaculos.com y aztecanoticias.com.mx, enfocados a entregar nuevos contenidos a las nuevas audiencias.
Su página oficial es el segundo canal de distribución en Internet en español de la programación, imagen y talento de Azteca que busca a través de televisión en línea y en demanda, chats, galerías de fotos (especialmente modelos), entre otros, el acercamiento con los usuarios creando una relación bidireccional que fomente la lealtad de los televidentes con la empresa.[cita requerida]
Los usuarios pueden opinar, elegir cuándo y qué contenidos desean ver y consultar lo que pasa con sus programas favoritos las 24 horas del día. Por su parte, aztecadeportes.com y aztecaespectaculos.com son portales que ofrecen contenido editorial nacional e internacional de manera oportuna y con la opinión de los expertos de la televisora.[cita requerida]

## Submarcas

### Fuerza Informativa Azteca
Es la división encargada de la programación noticiosa y de investigación de TV Azteca. Su historia inicia el 2 de agosto de 1993 con el estreno del noticiero Desde México en cinco emisiones diarias: primera hora, mañana, tarde, noche y medianoche, recortado a tres emisiones (mañana, tarde, noche) en octubre de ese mismo año, como parte de la primera reestructuración de programación tras la privatización.
Posteriormente, el 21 de febrero de 1994 estas emisiones fueron reemplazadas por nuevos noticieros, A Primera Hora conducido por Pablo Latapí Ortega y Lilly Téllez, Meridiano conducido por Rocío Sánchez Azuara, y el noticiero principal de la televisora en horario estelar, Hechos con Javier Alatorre.

Años más adelante Hechos creó nuevas emisiones para distintos horarios que hasta el día de hoy se mantienen al aire como Hechos AM, Hechos Meridiano y Hechos Sábado. El 27 de junio de 1996, se creó la organización "Fuerza Informativa Azteca" (FIA). Esta, además de ser la encargada a partir de ese momento de la producción de todos los noticieros, funcionó como agencia de noticias internacional. Más tarde, el 27 de septiembre de 2010, la organización cambio de nombre, cambió su nombre a Azteca Noticias. Y en el 2021 volvió a llamarse Fuerza Informativa Azteca.

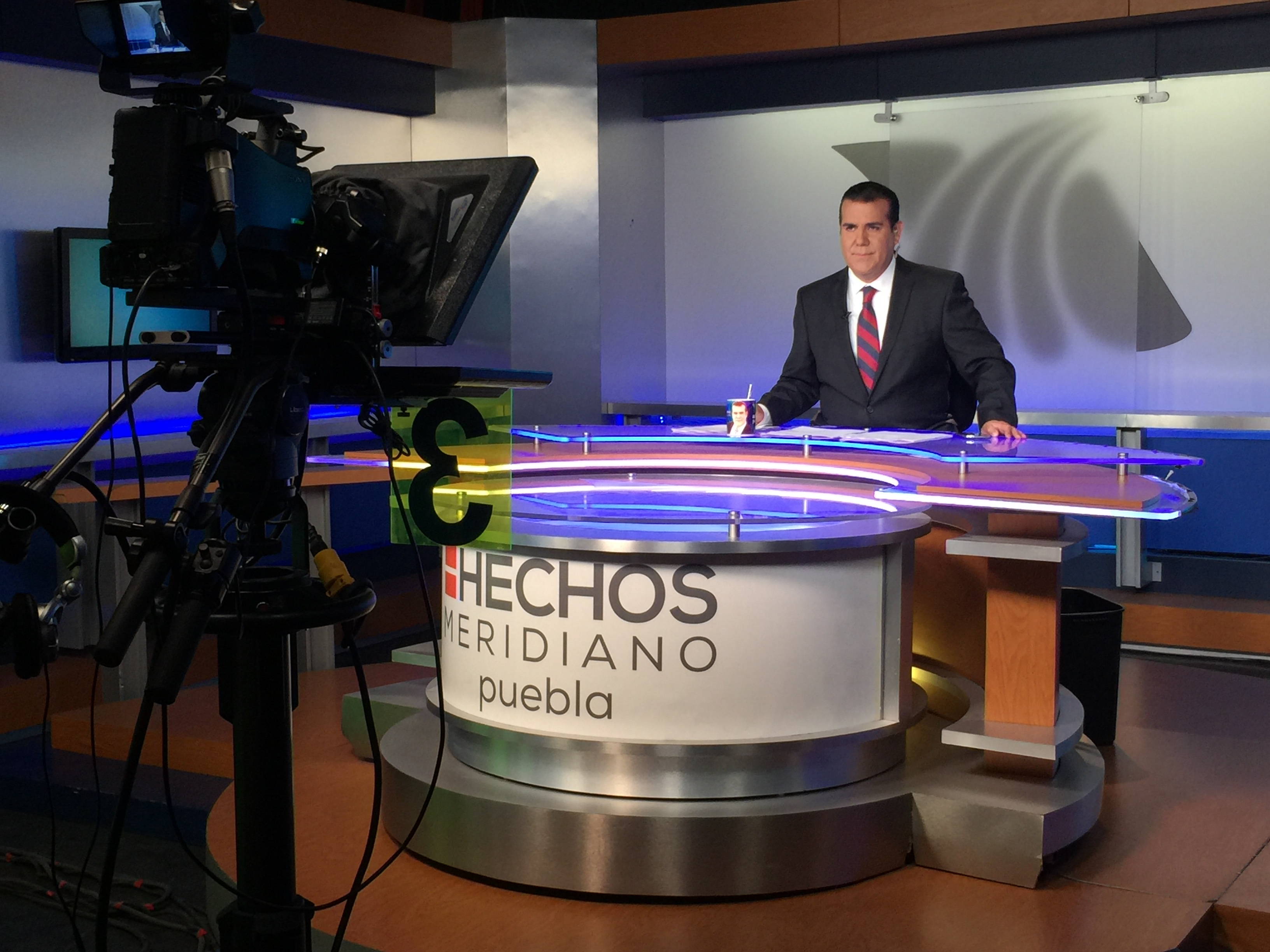
Juan Carlos Valerio fue el titular de Hechos AM en la emisora local en Puebla, México.

 Además de sus emisiones nacionales, varias de las estaciones locales tienen noticieros propios (algunos transmitidos por Azteca 7 bajo la marca Info7).
El director general de Azteca Noticias es Ignacio Suárez; y se han destacado periodistas como Javier Alatorre, Jorge Zarza, Carolina Rocha, Edith Serrano, Mariano Riva Palacio, Ana María Lomelí, Mónica Garza, Alejandro Villalvazo, Christian Lara y Roberto Ruiz.

### Azteca Espectáculos
Es la división encargada de la sección de espectáculos, la directora de Azteca Espectáculos es la periodista Pati Chapoy, y entre sus principales presentadores se destacan Daniel Bisogno, Rosario Murrieta, Mónica Castañeda, Linet Puente y Pedro Sola. Los programas que se han destacado han sido Top Ten, Hitm3, Historias engarzadas, La historia detrás del mito, Los 25+ y Ventaneando.

### Azteca Deportes

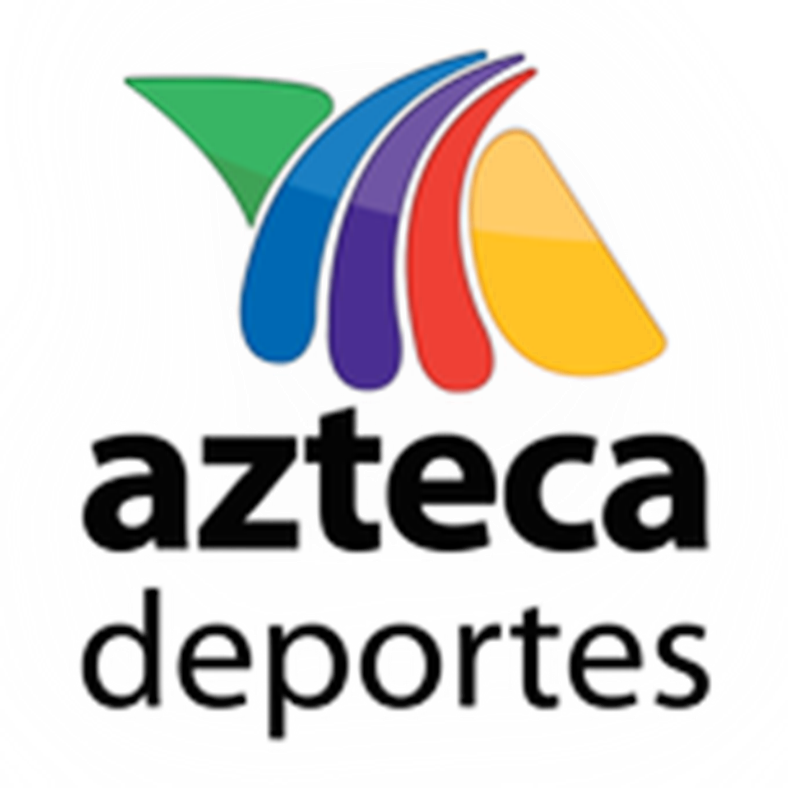
Logo Usado para Azteca Deportes

Azteca Deportes se encarga de la transmisión y producción de información deportiva de Azteca. Cubre varios eventos importantes como la transmisión de la Liga BBVA MX, los encuentros de la Selección Mexicana de Fútbol., la transmisión de eventos como la Copa Mundial de Fútbol, la Copa América, la Copa Oro, la Eurocopa, la NFL, la lucha libre y box (denominados Lucha Azteca y Box Azteca). De 2008 a 2014 obtuvo los derechos de transmisión de WWE Smackdown y desde 2019 tiene los derechos de transmisión de Lucha Libre AAA Worldwide

También ha realizado la cobertura de los Juegos Olímpicos de invierno y verano (con la excepción de Vancouver 2010, Sochi 2014, Río 2016 y PyeongChang 2018), los Juegos Panamericanos de Río de Janeiro 2007 y Guadalajara 2011 y los Juegos Centroamericanos y del Caribe realizados en Veracruz en 2014, entre otros eventos.
Cuenta con analistas, comentaristas y conductores exclusivos sobre cada tema. Entre los presentadores y periodistas más destacados se encuentran: Luis García Postigo, Christian Martinoli, "Zague", Antonio Rosique, Jorge Campos, Inés Sainz, Enrique Garay, Carlos Guerrero, David Medrano, Rodolfo Vargas, Eduardo Lamazón y Julio César Chávez; entre otros. Además cuenta con programas como Los Protagonistas, Marcaje Personal y ADN Deportes, que son los programas que difunden las noticias deportivas. En fútbol transmite los partidos de la Selección de fútbol de México y en la Liga BBVA MX transmite los partidos de local de Mazatlán, Puebla y Tigres, todos ellos presentados a través de Azteca 7.
El actual director general de Azteca Deportes es Rodolfo Ramírez.

#### Producciones
Además de sus transmisiones deportivas en vivo, Azteca Deportes también difunde una variedad de programas deportivos, estos incluyen:
Actuales
- Los Protagonistas: Programa de resumen deportivo nocturno, que es emitido de lunes a viernes 11:15 de la noche en Azteca Uno.
- Marcaje Personal: competitivo debate entre cinco periodistas deportivos especializados en fútbol, actualmente conducido por David Medrano, Gerardo Velázquez de León, Carlos Guerrero, Carlos Ponce de León y en ocasiones de forma ocasional Álvaro López Sordo, Jesús Joel Fuentes y Omar Villareal, anteriormente colaboraron en el programa Pablo Latapí, Rafael Ocampo, Adolfo Domínguez Muro, Hugo Kiese y Rulo, era emitido los viernes a las 11:30 de la noche por Azteca 7. Antes era emitido los domingos a la media noche en Azteca Trece y los lunes en Azteca 7. Actualmente regresa luego de un tiempo fuera del aire, siendo emitido los domingos a las 9 p. m. por ADN 40.[19]

Antiguos
- DeporTV: Fue un programa estelar de Azteca Deportes, encargado de emitir las noticias más relevantes del deporte en el fin de semana.
- En Caliente: Fue uno de los programas deportivos más polémicos de TV Azteca, por lo general no tenía hora de duración y en varias ocasiones terminaba en la madrugada, fue conducido por José Ramón Fernández y Antonio Moreno.[20]
- Deporte Caliente: Fue un programa de resumen deportivo vespertino, con Antonio Rosique "Gasero", Renata Ibarrarán, Rafael Ayala III "El Gordo" y Rodolfo Vargas, fue emitido de lunes a viernes a las 2:00 de tarde en Azteca 7.
- Café Deporte: Resumen deportivo, conducido por Aline Arnot, fue emitido de lunes a viernes a las 8:45 de la noche en Proyecto 40.
- México Bravo: Es un espacio televisivo de tema taurino, cuyo eje es la fiesta de toros, más no así el contenido total del programa, conducido por Juan Antonio Hernández "El Torero" y Don Luis Niño de Rivera, es emitido los lunes a las 11:00 de la noche en Proyecto 40.
- Pasión Deportiva: Programa deportivo, fue transmitido los domingos por Azteca América.
- Marcador 40: Programa deportivo, fue transmitido los domingos a las 9:00 de la noche en Proyecto 40, actualmente el programa se llama ADN Deportes, debido al cambio de nombre del canal de transmisión.
- Ritual NFL: Era un espacio semanal en donde se transmitan un partido de la NFL los domingos, actualmente sus narradores principales son Enrique Garay, Joaquín Castillo y Eduardo Ruiz, además de unirse a la transmisión Pablo de Rubens, Pedro Antonio Domínguez e Inés Sainz Gallo, a las 12 del día en Azteca 7, actualmente solo transmiten el SuperBowl, y aparece en algunos espacios deportivos.

### Azteca Series
La creación de Azteca Series es un concepto para la realización de proyectos mexicanos en formato cinematográfico, donde se planean llevar trece series entre 2010 y 2011, con grandes directores como Mariana Chenillo, Elisa Salinas, Luis Ibar, Humberto Hinojosa Ozcariz, entre otros. La primera producción en realizarse fue Drenaje profundo, un thriller policiaco con tintes de ciencia ficción. Fue diseñado para competir con las llamadas «Series originales hecho en casa» de Cadena Tres y Televisa.
Las series que se han producido en la década del 2000 han sido Drenaje profundo, Al caer la noche, Lucho en familia, Lo que la gente cuenta y La Teniente.

### Azteca Novelas
Es la sección de telenovelas que se transmiten por los canales de la televisora. Hasta la fecha se han producido varios títulos, los cuales se transmiten por Azteca Trece de televisión abierta y estas producciones también se transmiten por el canal de TV de paga Az Corazón. Las telenovelas producidas entre 1993 y 2025 son:

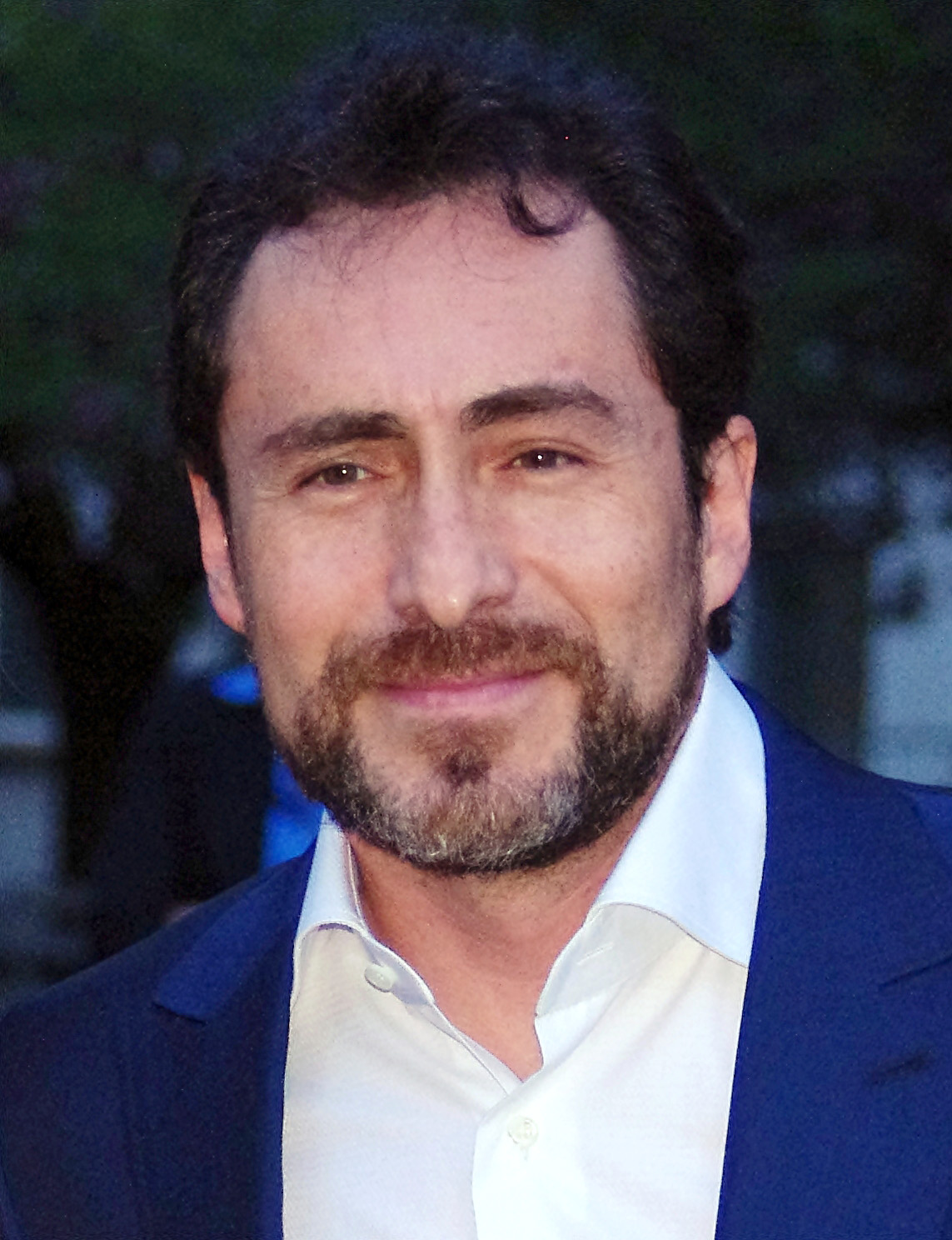
Demián Bichir, actor en "Nada personal", "Demasiado corazón" y "La otra mitad del sol".

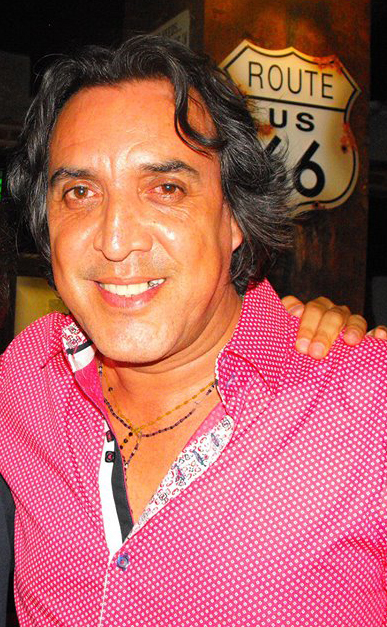
Luis Felipe Tovar, actor en "Los Sánchez" y "Montecristo".

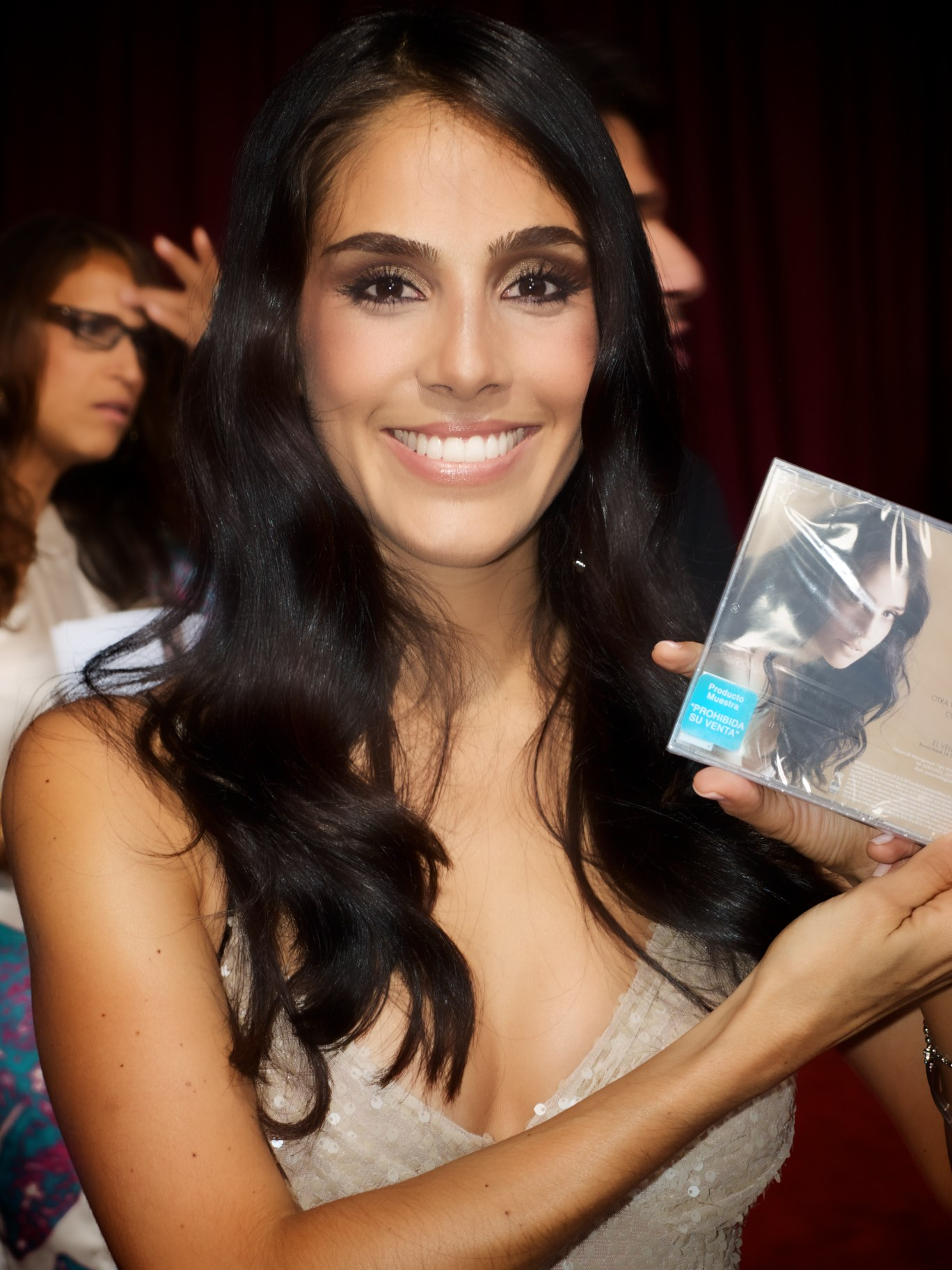
Sandra Echeverría, actriz en "Soñarás" y "Súbete a mi moto".

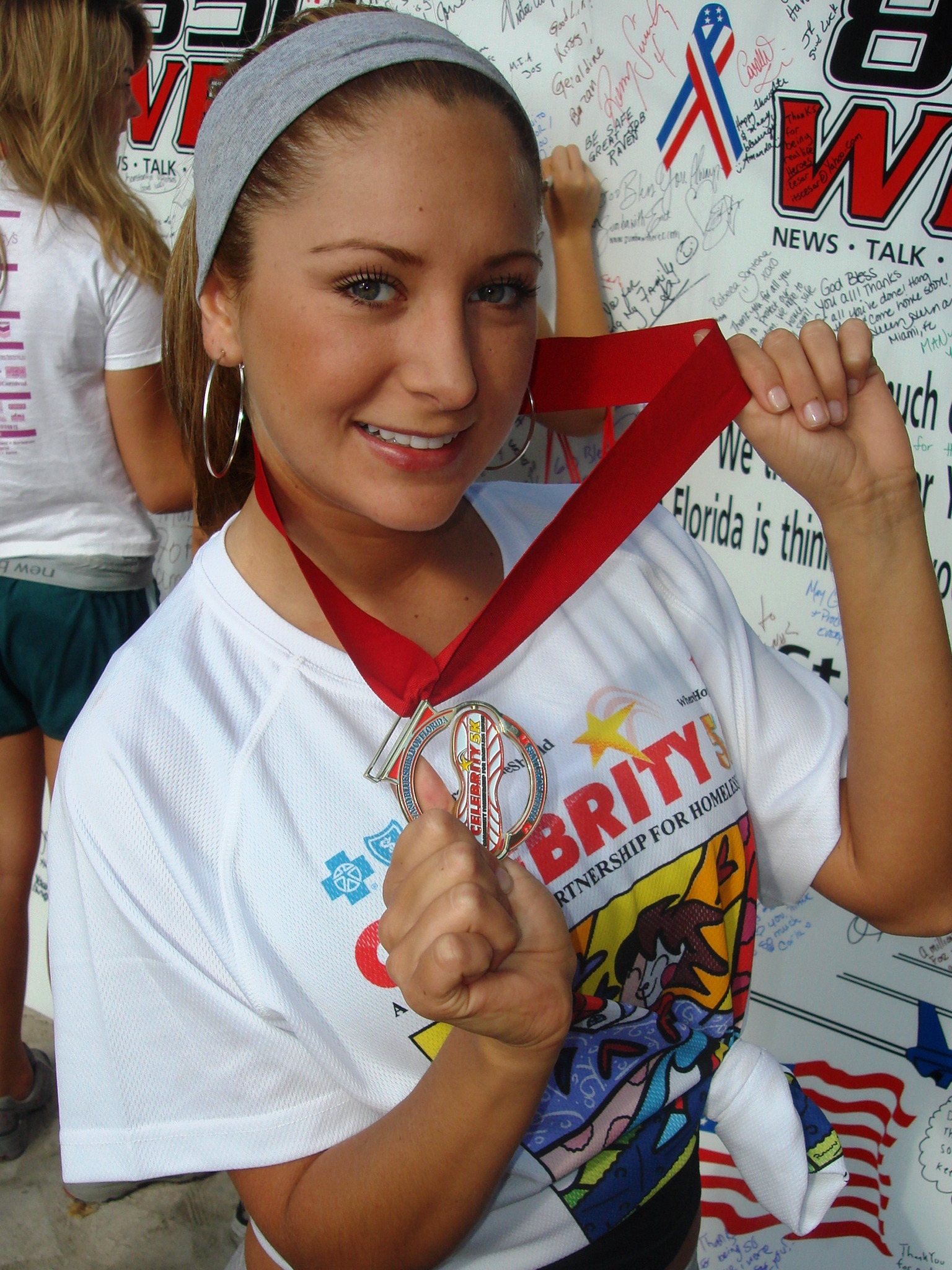
Geraldine Bazán, actriz en "Como en el cine", "Dos chicos de cuidado en la ciudad" y "La mujer de Judas".

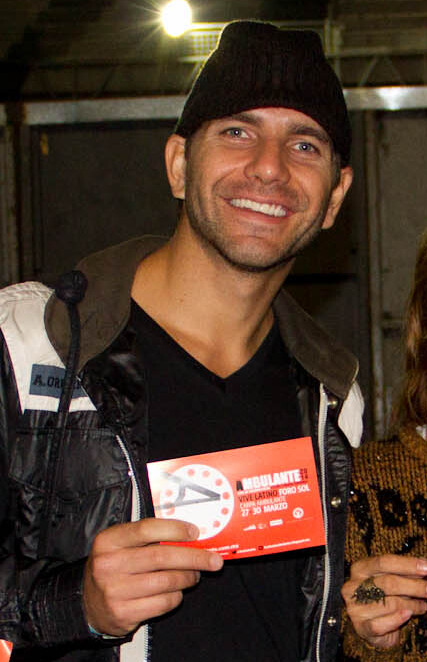
Arap Bethke, actor en "Amor cautivo" "Corazón en condominio"y Tanto Amor

| Telenovela                         | Año  | Protagonistas                                                                                                |
| ---------------------------------- | ---- | --- |
| El peñón del amaranto              | 1993 | Rossana San Juan y Marco Muñoz                                                                               |
| A flor de piel                     | 1994 | Mariana Garza y Gerardo Acuña                                                                                |
| Con toda el alma                   | 1995 | Gabriela Roel y Andrés García                                                                                |
| Nada personal                      | 1996 | Ana Colchero, José Ángel Llamas, Demian Bichir y Christine Gout                                              |
| Te dejaré de amar                  | 1996 | Rocío Banquells y Miguel Varoni                                                                              |
| Tric-Trac                          | 1996 | Bárbara Mori y Claudio Yarto                                                                                 |
| Rivales por accidente              | 1997 | Karen Sentíes, Javier Díaz Dueñas y Mayra Rojas                                                              |
| Al norte del corazón               | 1997 | Anette Michel, Jorge Luis Pila, Danna García y Fernando Ciangherotti                                         |
| Mirada de mujer                    | 1997 | Angélica Aragón y Ari Telch                                                                                  |
| Demasiado corazón                  | 1997 | Claudia Ramírez, Demian Bichir, Gabriela Roel y Daniel Giménez Cacho                                         |
| La chacala                         | 1997 | Christian Bach y Jorge Rivero                                                                                |
| Señora                             | 1998 | Julieta Egurrola, Fernando Ciangherotti, Aylín Mujica, Héctor Bonilla y Javier Gómez                         |
| Perla                              | 1998 | Silvia Navarro, Leonardo García, Gina Romand y Gabriela Hassel                                               |
| Tentaciones                        | 1998 | Lorena Rojas y José Ángel Llamas                                                                             |
| La casa del naranjo                | 1998 | Saby Kamalich, Marta Verduzco y Regina Orozco                                                                |
| Azul tequila                       | 1998 | Bárbara Mori, Mauricio Ochmann, Víctor González, Rogelio Guerra y Fabiola Campomanes                         |
| El amor de mi vida                 | 1998 | Claudia Ramírez y José Ángel Llamas                                                                          |
| Tres veces Sofía                   | 1998 | Lucía Méndez, Omar Fierro, Marco Muñoz y Karen Sentíes                                                       |
| Chiquititas                        | 1998 | Ana Serradilla y Fabián Corres                                                                               |
| Yacaranday                         | 1999 | Aylín Mujica y Jorge Luis Pila                                                                               |
| Romántica obsesión                 | 1999 | Ana Claudia Talancón, Juan Manuel Bernal y Plutarco Haza                                                     |
| Catalina y Sebastián               | 1999 | Silvia Navarro, Sergio Basáñez, Alberto Mayagoitía, Claudia Islas y Sergio Klainer                           |
| Marea brava                        | 1999 | Anette Michel, Héctor Soberón, Tomás Goros, Marcela Pezet, Darío T. Pie y Gloria Peralta                     |
| La vida en el espejo               | 1999 | Gonzalo Vega, Rebecca Jones y Sasha Sokol                                                                    |
| El candidato                       | 1999 | Humberto Zurita, Lorena Rojas y Olivia Collins                                                               |
| Háblame de amor                    | 1999 | Danna García, Mauricio Ochmann y Bruno Bichir                                                                |
| Besos prohibidos                   | 1999 | Margarita Gralia, Fernando Allende y Salvador Pineda                                                         |
| Ellas, inocentes o culpables       | 2000 | Lupita D'Alessio, Luis Uribe, Iliana Fox, Leonardo García y Jorge Luis Pila                                  |
| Todo por amor                      | 2000 | Angélica Aragón, Fernando Luján, Ana de la Reguera y Plutarco Haza                                           |
| La calle de las novias             | 2000 | Silvia Navarro, Juan Manuel Bernal y Sergio Basáñez                                                          |
| Golpe bajo                         | 2000 | Lucía Méndez, Javier Gómez y Salvador Pineda                                                                 |
| El amor no es como lo pintan       | 2000 | Vanessa Acosta, Héctor Soberón, Gina Romand, Betty Monroe y Víctor González                                  |
| Tío Alberto                        | 2000 | Héctor Bonilla, Verónica Merchant y Mark Tacher                                                              |
| Amores, querer con alevosía        | 2001 | Bárbara Mori y Christian Meier                                                                               |
| Como en el cine                    | 2001 | Lorena Rojas, Mauricio Ochmann, Olivia Collins y Ninel Conde                                                 |
| Cuando seas mía                    | 2001 | Silvia Navarro, Sergio Basáñez, Rodrigo Abed, Anette Michel y Martha Cristiana                               |
| Lo que es el amor                  | 2001 | Claudia Ramírez y Leonardo García                                                                            |
| Agua y aceite                      | 2002 | Christian Bach y Humberto Zurita                                                                             |
| Por ti                             | 2002 | Ana de la Reguera, Leonardo García, Francisco de la O, Regina Torné y Luis Felipe Tovar                      |
| El país de las mujeres             | 2002 | Rebecca Jones, José Alonso, Margarita Gralia, Sasha Sokol y Víctor González                                  |
| Súbete a mi moto                   | 2002 | Bárbara Mori, Vanessa Acosta, Mark Tacher, Sandra Echeverría, Michel Brown y Jorge Luis Pila                 |
| La duda                            | 2002 | Silvia Navarro, Omar Germenos, Víctor González, Sergio Bustamante y Julieta Egurrola                         |
| Enamórate                          | 2003 | Yahir y Martha Higareda                                                                                      |
| Un nuevo amor                      | 2003 | Karen Sentíes, Sergio Basáñez, Vanessa Acosta y Cecilia Ponce                                                |
| Mirada de mujer, el regreso        | 2003 | Angélica Aragón y Ari Telch                                                                                  |
| Dos chicos de cuidado en la ciudad | 2003 | Víctor García, Raúl Sandoval, Arcelia Ramírez y Geraldine Bazán                                              |
| La hija del jardinero              | 2003 | Mariana Ochoa y Carlos Torres                                                                                |
| Soñarás                            | 2004 | Yahir, Sandra Echeverría, Vanessa Acosta, Cecilia Ponce y Juan Pablo Medina                                  |
| Belinda                            | 2004 | Mariana Torres y Leonardo García                                                                             |
| La heredera                        | 2004 | Silvia Navarro y Sergio Basáñez                                                                              |
| Las Juanas                         | 2004 | Ana Serradilla, Andrés Palacios, Martha Higareda, Paola Núñez y Claudia Álvarez                              |
| Los Sánchez                        | 2004 | Luis Felipe Tovar, Martha Mariana Castro, Martha Cristiana, Leticia Huijara y Alejandro Bracho               |
| La otra mitad del sol              | 2005 | Anette Michel, Demian Bichir, María Renee Prudencio y Ari Telch                                              |
| Top Models                         | 2005 | Mariana Ochoa, Michel Gurfi, Fernando Ciangherotti, Rodrigo Abed y Andrea Noli                               |
| Ni una vez más                     | 2005 | Angélica Aragón, Andrea Noli, Elvira Monsell y Sergio de Bustamante                                          |
| Amor en custodia                   | 2005 | Margarita Gralia, Sergio Basáñez, Paola Núñez y Andrés Palacios                                              |
| Machos                             | 2005 | Iliana Fox, Rodrigo Cachero, Plutarco Haza y Héctor Bonilla                                                  |
| Amor sin condiciones               | 2006 | Mariana Ochoa y Alberto Casanova                                                                             |
| Amores cruzados                    | 2006 | Ana Lucía Domínguez, Michel Gurfi, Patricia Vásquez y David Zepeda                                           |
| Montecristo                        | 2006 | Silvia Navarro y Diego Olivera                                                                               |
| Campeones de la vida               | 2006 | Ana Serradilla y Gabriel Porras                                                                              |
| Ángel, las alas del amor           | 2006 | Adriana Louvier y Christian Sancho                                                                           |
| Se busca un hombre                 | 2007 | Andrea Noli, Anette Michel, Luis Miguel Lombana y Rossana Nájera                                             |
| Mientras haya vida                 | 2007 | Margarita Rosa de Francisco, Saúl Lisazo, Paola Núñez y Andrés Palacios                                      |
| Bellezas indomables                | 2007 | Claudia Álvarez, Yahir, Cinthia Vázquez, Natalia Farias, Betty Monroe y Tomás Goros                          |
| Vivir sin ti                       | 2008 | Elizabeth Cervantes y Diego Olivera                                                                          |
| Tengo todo excepto a ti            | 2008 | Rebecca Jones, Gonzalo Vega, Margarita Gralia, Ana Belena, Daniel Elbittar y Adriana Louvier                 |
| Alma legal                         | 2008 | Gabriela de la Garza y José Alonso                                                                           |
| Pobre rico, pobre                  | 2008 | Héctor Arredondo, Víctor García, Cinthia Vázquez y Plutarco Haza                                             |
| Noche eterna                       | 2008 | Marimar Vega y Andrés Palacios                                                                               |
| Deseo prohibido                    | 2008 | Ana Serradilla, Aldemar Correa y Andrés Palacios                                                             |
| Contrato de amor                   | 2008 | Ximena Rubio y Leonardo García                                                                               |
| Cachito de mi corazón              | 2008 | Amaranta Ruiz y Chucho Reyes                                                                                 |
| Secretos del alma                  | 2008 | Humberto Zurita, Ivonne Montero, Gabriela Vergara y Aura Cristina Geithner                                   |
| Eternamente tuya                   | 2009 | Fernanda Romero, Marimar Vega, Khotan Fernández y Andrés Palacios                                            |
| Vuélveme a querer                  | 2009 | Mariana Torres, Jorge Alberti, Omar Fierro, Anna Ciocchetti y Cecilia Ponce                                  |
| Pasión morena                      | 2009 | Paola Núñez, Víctor González, Anette Michel y Fernando Ciangherotti                                          |
| Póbre diabla                       | 2009 | Alejandra Lazcano, Cristóbal Lander, Claudia Álvarez y Rafael Sánchez-Navarro                                |
| Mujer comprada                     | 2009 | Andrea Martí, José Ángel Llamas, Gabriela Vergara y Bernie Paz                                               |
| La loba                            | 2010 | Ivonne Montero, Mauricio Islas, Regina Torné, Omar Fierro, Gabriela Roel y Ana Belena                        |
| Vidas robadas                      | 2010 | Christian Bach, Carla Hernández, Andrés Palacios y Pedro Sicard                                              |
| Quiéreme                           | 2010 | Litzy, Yahir, Sergio Klainer, Dulce y Ariel López Padilla                                                    |
| Prófugas del destino               | 2010 | Gabriela Vergara, José Ángel Llamas, Andrea Martí, Mayra Rojas y Fernando Ciangherotti                       |
| Entre el amor y el deseo           | 2010 | Lorena Rojas, Víctor González, Margarita Gralia y Fernando Luján                                             |
| Emperatriz                         | 2011 | Gabriela Spanic, Bernie Paz, Rafael Sánchez-Navarro, Adriana Louvier y Marimar Vega                          |
| Cielo rojo                         | 2011 | Edith González, Mauricio Islas, Alejandra Lazcano, Lambda García, Andrea Noli y Regina Torné                 |
| Bajo el alma                       | 2011 | Bárbara de Regil y Matías Novoa                                                                              |
| Huérfanas                          | 2011 | Ana Belena, Fernando Alonso, Anna Ciocchetti y Ariel López Padilla                                           |
| A corazón abierto                  | 2011 | Iliana Fox, Sergio Basáñez, Rodrigo Abed, Leonardo García, Fran Meric y Lía Ferré                            |
| La mujer de Judas                  | 2012 | Anette Michel, Andrea Martí, Víctor González, Geraldine Bazán, Daniel Elbittar y Marta Verduzco              |
| Quererte así                       | 2012 | María José Magán, Francisco Angelini, Aura Cristina Geithner y Bernie Paz                                    |
| Amor cautivo                       | 2012 | Marimar Vega, Arap Bethke, Bárbara de Regil, Eduardo Arroyuelo y Fernando Ciangherotti                       |
| Los Rey                            | 2012 | Rossana Nájera, Michel Brown, Leonardo García, Ofelia Medina y Fernando Luján                                |
| La otra cara del alma              | 2012 | Gabriela Spanic, Eduardo Capetillo, Michelle Vieth y Jorge Alberti                                           |
| Vivir a destiempo                  | 2013 | Edith González, Ramiro Fumazoni, Humberto Zurita y Andrea Noli                                               |
| Destino                            | 2013 | Paola Nuñez, Mauricio Islas y Margarita Gralia                                                               |
| Secretos de familia                | 2013 | Anette Michel, Sergio Basáñez y Ofelia Medina                                                                |
| Corazón en condominio              | 2013 | Cynthia Rodríguez, Víctor García, Arap Bethke y Betty Monroe                                                 |
| Hombre tenías que ser              | 2013 | Ivonne Montero, Víctor González, Fernando Alonso, Sylvia Sáenz y Javier Díaz Dueñas                          |
| Prohibido amar                     | 2013 | Rossana Nájera, Marco De Paula, Fernando Ciangherotti, Ari Telch, Iliana Fox y Anna Ciocchetti               |
| Siempre tuya Acapulco              | 2014 | Melissa Barrera, Daniel Elbittar, Cecilia Ponce, Aura Cristina Geithner y Alberto Guerra                     |
| Las Bravo                          | 2014 | Edith González, Mauricio Islas, Saúl Lisazo, Carla Carrillo, Carolina Miranda y Paulette Hernández           |
| Así en el barrio como en el cielo  | 2015 | Marcela Guirado, Luciano Zacharski, Juan Manuel Bernal, Verónica Merchant, Patricia Bernal y José Alonso     |
| UEPA! Un escenario para amar       | 2015 | Gloria Stalina, Erick Chapa y Ana Belena                                                                     |
| Caminos de Guanajuato              | 2015 | Iliana Fox, Erik Hayser, Alejandra Lazcano, Alberto Guerra, Dolores Heredia y Álvaro Guerrero                |
| Tanto amor                         | 2015 | Melissa Barrera, Leonardo García, Arap Bethke, Rossana Nájera, Matías Novoa y Ofelia Medina                  |
| Rosario Tijeras                    | 2016 | Bárbara de Regil, José María de Tavira y Antonio Gaona                                                       |
| La fiscal de hierro                | 2017 | Iliana Fox, Carlos Ferro, Raúl Méndez, Alejandro Camacho, Ruy Senderos y Álvaro Guerrero                     |
| Nada personal                      | 2017 | Margarita Muñoz, Valentino Lanús, Matías Novoa, Juan Soler y Kika Edgar                                      |
| Las malcriadas                     | 2017 | Sara Maldonado, Gonzalo García Vivanco, Ernesto Laguardia, Rebecca Jones y Dolores Heredia                   |
| Tres familias                      | 2017 | Ingrid Martz, Rodrigo Mejía, Ulises de la Torre, Rocío García, Sylvia Pasquel, Carlos Espejel y Alma Cero    |
| La hija pródiga                    | 2017 | Isabel Burr, Christian de la Campa, Andrea Martí, Aura Cristina Geithner, Alejandro Camacho y Fernando Luján |
| Educando a Nina                    | 2018 | Cynthia Rodríguez, Antonio Gaona y Alex Sirvent                                                              |
| Tres Milagros                      | 2018 | Marcela Guirado, Alexa Martín, Fátima Molina y Joaquín Ferreira                                              |
| Cautiva por amor                   | 2025 | Litzy, Osvaldo de Leon, Daniela Castro, Plutarco Haza, Erick Chapa, Rossana Najera y Alejandra Lazcano       |

## Productores vigentes
Telenovelas y series
- Elisa Salinas
- Joshua Mintz (2016-2018)
- Pedro Lira
- Rafael Urióstegui
- Fides Velasco
- Rita Fusaro
- Rafael Gutiérrez Rodríguez
- Fernando Sariñana
- Luis Urquiza
- Ana Celia Urquidi

## Arena Monterrey
La Arena Monterrey es una arena en Monterrey, Nuevo León, México. Es principalmente usada para conciertos, espectáculos y deportes techados como el Fútbol Rápido y el Baloncesto. Sede del equipo de Fútbol Rápido La Raza de Monterrey, y Fuerza Regia de Monterrey, un equipo de Liga Nacional de Baloncesto Profesional de México.
Publimax S.A. de C.V. (Azteca Noreste), parte del extinto Grupo Dataflux, ahora llamado Grupo Avalanz posee el 80% de la Arena; el otro 20% restante es propiedad de Azteca.

## Arena Ciudad de México
La Arena Ciudad de México es una arena ubicada en la Ciudad de México. Fue inaugurada el día 28 de febrero de 2012 con el "tradicional" corte del listón por Guillermo Salinas Pliego (presidente de Grupo Avalanz), y por Ricardo Salinas Pliego (presidente de TV Azteca), en presencia de Marcelo Ebrard.
La Arena Ciudad de México fue inaugurada con un concierto que ofreció Luis Miguel los días 25 y 26 de febrero y albergó grandes conciertos a lo largo del 2012.

## Televisión abierta
TV Azteca es concesionaria de 2 redes de estaciones de televisión (179 en total) a lo largo de la República Mexicana y opera la estación XHTVM-TDT en la Ciudad de México. En estas estaciones, TV Azteca transmite tres cadenas de televisión, Azteca Uno, Azteca 7 y adn 40, y una "subred" conocida como a+.

### Azteca Uno
La principal cadena de Televisión Azteca. Su programación es de corte general con una programación variada, producida en su mayoría por Televisión Azteca. Su programación consiste en telenovelas, programas de espectáculos, noticias, deportes, programas de concurso, películas y reality shows. Está cadena es una de las principales y compite, junto con Las Estrellas, por el primer lugar en la televisión en México.
Azteca Trece pasó a llamarse Azteca Uno, el 1 de enero de 2018. Este cambio no afectó la programación del canal, la modificación en la denominación fue determinada para coincidir con su frecuencia virtual oficial, la cual es el número 1.1 en la TDT a nivel nacional.

### Azteca 7
La segunda cadena en importancia de Televisión Azteca. Al igual que Azteca Uno, su programación es de corte general, aunque la mayoría de sus programas son adquiridos del extranjero, principalmente de Estados Unidos. Históricamente, ha sido el principal competidor de Canal 5 de Televisa por su programación enfocada al público infantil y juvenil con series de televisión cómicas y dramáticas, caricaturas, deportes y películas.

### adn 40
Esta señal (conocida como Proyecto 40 hasta marzo de 2017) fue, en un inicio, operada y producida por TV Azteca para el canal XHTVM, concesionada a Televisora del Valle de México, después de los conflictos laborales y comerciales que sufrió esta empresa en 2005. Actualmente se difunde en varias estaciones concesionadas a TV Azteca a lo largo de la República Mexicana. Su programación se orienta a la información, la cultura y los deportes, principalmente. Es la primera cadena de televisión comercial en México que logra su cobertura nacional gracias a la multiprogramación sin tener una red de estaciones dedicada exclusivamente a su retransmisión.

### a+
Esta red se enfoca a la creación y difusión de contenidos producidos de manera local. 

La programación de estos canales cuenta con programas locales y regionales y una programación en común, los cuales se bloquean de acuerdo a los gustos y necesidades de cada mercado. Su corte es general con noticias, deportes, series, películas, música y animación.

Aunque algunas estaciones de TV Azteca Regional al interior de la república han producido contenidos locales, la producción era esporádica y rara vez llegaba a otros mercados (como lo fue el caso del programa Extranormal, precisamente, una de las primeras "apuestas" de esta red). Por el contrario, Televisa ha contado durante muchos años con una red de canales locales conocida como Televisa Regional (entre las que se incluyen canales de Canal 9), que opera de manera muy similar.

### Otras señales
- Azteca 40: Televisión Azteca (antes de Proyecto 40 / adn 40) produjo la señal Azteca 40 para la estación XHTVM-TV Canal 40 tras un acuerdo comercial, el cual terminaría con un conflicto comercial con CNI y Televisora del Valle de México. Su programación era similar a la de Azteca 7 y sólo estaba disponible en horario diurno.

- HiTV.: En los primeros años de la implementación de la TDT en México, se utilizó la multiprogramación para el sistema de televisión restringida conocido como HiTV. Tras conflictos con la SCT sobre la legalidad del uso de frecuencias de TV abierta para este fin, se dejó de utilizar la multiprogramación para este sistema en varias ciudades del país. En este sistema se emitieron varios canales de Azteca Networks. El objetivo inicial de esta plataforma (proveer televisión restringida más accesible) se convirtió más tarde en la empresa de telecomunicaciones de nombre Totalplay.

- AZ Noticias: El canal de AZ TV de Paga, AZ Noticias, el cual es un canal de noticias las 24 horas del día, fue transmitido como subcanal en la estación XHIMT-TDT de la Ciudad de México durante varios años hasta el inicio de a+, el 20 de marzo de 2017.

## Azteca Internacional
TV Azteca transmite la programación de sus canales en varios países del mundo a través de señales internacionales.
- Estados Unidos
  - Azteca América (2001-2022)

- Guatemala
  - TV Azteca Guate

- Honduras
  - TV Azteca Honduras